# シュテンドウジ (お笑いコンビ)
シュテンドウジは、かつてホリプロコムで活動していた日本の男性お笑いコンビ。2022年解散。現在は、上田遼馬のみホリプロコムに所属し活動している。

## メンバー
- 大清水 ツアー（おおしみず ツアー、1988年11月1日 - ）

ボケ担当。立ち位置は向かって左。本名及び旧芸名、大清水 秀悟（おおしみず しゅうご）。
北海道札幌市北区出身。札幌市立屯田中央中学校、北海道札幌手稲高等学校、北海道教育大学函館校卒業。旅行会社に入社するが、脱サラして芸人となる。
趣味はスナック巡り、旅行、野球観戦。特技は一発ギャグ。
一度目の解散後は、ピン芸人「大清水ツアー」として活動していた。
- 上田 遼馬（うえだ りょうま、1990年1月16日 - ）

ツッコミ担当。立ち位置は向かって右。
大阪府堺市出身。大阪府立堺西高等学校、桃山学院大学卒業。
大学時代は現在のきつねの2人とともに5人組のコントユニットで活動していた。その後「ラガーマンランド」というコンビで活動し、そのときは「銀河マン」という芸名だった。
趣味は釣り。特技は怖い話。
シュテンドウジ解散後はピン、または後述する「もののけの迷い家」のメンバーと3人で活動している。
2022年10月より、動画配信サービス「locipo(ロキポ)」にてオカルト番組「もののけの迷い家」配信開始。番組内ではけーし・そーしと共に″うーし″として活動している。立ち位置は向かって左。牛柄の帽子を被っている。
2023年4月27日、個人のYoutubeチャンネル「上田奇異商店」を開設。チャンネル内では″店主 上田″と名乗っている。もののけの迷い家と同じく牛柄の帽子を被っているが、服装は異なっている。

## 略歴
- 2015年3月「目黒笑売塾」卒業を機に所属。2015年4月結成、2019年9月解散、2021年2月再結成。2022年10月再解散。

## 出演

### テレビ
- お笑い 数うちゃPON!（日本テレビ、2015年12月22日）

### ライブ
- ホリプロお笑いライブ ゴールドプレート
- ホリプロお笑いライブ シルバープレート
- ホリプロお笑いライブ ホワイトプレート

### ラジオ
- 「MLラジオ　芸人楽屋」（楽天FM）
- 「ひるどき情報ちば」（NHK千葉FMラジオ、2017年６月22日）
- 「熱いぜ！しゃべくり一直線」（NHKラジオ第1放送）

### 新聞
- 「笑う神　拾う神」第120回（2017年8月9日付、東京エンタメ　東京新聞放送芸能部）

## 出展
1. 2015年を締めくくる
2. 恐怖!! 手をかざしただけで相手が不幸になる芸人
3. 「笑う神　拾う神」第120回（2017年8月9日付、東京エンタメ　東京新聞放送芸能部）